# Grand Prix Júnior de Patinação Artística no Gelo de 2001–02
O Grand Prix Júnior de Patinação Artística no Gelo de 2001–02 foi a quinta temporada do Grand Prix ISU Júnior, uma série de competições de nível júnior de patinação artística no gelo disputada na temporada 2001–02. São distribuídas medalhas em quatro disciplinas, individual masculino e individual feminino, duplas e dança no gelo. Os patinadores ganham pontos com base na sua posição em cada evento e os oito primeiros de cada disciplina são qualificados para competir na final do Grand Prix Júnior, realizada em Bled, Eslovênia.
A competição é organizada pela União Internacional de Patinação (em inglês:  International Skating Union), a série Grand Prix começou em 13 de setembro e continuaram até 16 de dezembro de 2001.

## Calendário
| #     | Evento                                           | Localização               | Data              | Ref   |
| ----- | ------------------------------------------------ | ------------------------- | ----------------- | ----- |
| 1     | Sofia Cup de 2001                                | Sófia, Bulgária           | 13–16 de setembro | [ 1 ] |
| —     | Grand Prix Júnior de Phoenix de 2001 (cancelado) | Phoenix, Estados Unidos   | 20–23 de setembro | [ 2 ] |
| 2     | Czech Skate de 2001                              | Ostrava, República Tcheca | 27–30 de setembro | [ 3 ] |
| 3     | Grand Prix Júnior de Gdańsk de 2001              | Gdańsk, Polônia           | 11–14 de outubro  | [ 4 ] |
| 4     | Grand Prix Júnior de Haia de 2001                | Haia, Países Baixos       | 25–28 de outubro  | [ 5 ] |
| 5     | Salchow Trophy de 2001                           | Malmö, Suécia             | 1–4 de novembro   | [ 6 ] |
| 6     | Trofeo Rita Trapanese de 2001                    | Milão, Itália             | 8–11 de novembro  | [ 7 ] |
| 7     | SBC Cup de 2001                                  | Nagano, Japão             | 15–18 de novembro | [ 8 ] |
| Final | Final do Grand Prix Júnior de 2001–02            | Bled, Eslovênia           | 13–16 de dezembro | [ 9 ] |

## Medalhistas

### Sofia Cup
| Evento                        | Ouro                                     | Prata                                                        | Bronze                                  |
| Individual masculino detalhes | Shawn Sawyer · Canadá                    | Daisuke Takahashi · Japão                                    | Shaun Rogers · Estados Unidos           |
| Individual feminino detalhes  | Yukina Ota · Japão                       | Olga Agapkina · Rússia                                       | Yukari Nakano · Japão                   |
| Duplas detalhes               | Julia Shapiro · Dmitri Khromin · Rússia  | Jacqueline Jimenez · Themistocles Leftheris · Estados Unidos | Cathy Monette · Daniel Castelo · Canadá |
| Dança no gelo detalhes        | Oksana Domnina · Maxim Bolotine · Rússia | Mariana Kozlova · Sergey Baranov · Ucrânia                   | Nóra Hoffmann · Attila Elek · Hungria   |

### Czech Skate
| Evento                        | Ouro                                      | Prata                                            | Bronze                                         |
| Individual masculino detalhes | Andrei Griazev · Rússia                   | Kevin van der Perren · Bélgica                   | Damien Djordjevic · França                     |
| Individual feminino detalhes  | Miki Ando · Japão                         | Tatiana Basova · Rússia                          | Akiko Suzuki · Japão                           |
| Duplas detalhes               | Maria Mukhortova · Pavel Lebedev · Rússia | Anastasia Kuzmina · Stanislav Evdokimov · Rússia | Tatiana Volosozhar · Petr Kharchenko · Ucrânia |
| Dança no gelo detalhes        | Julia Golovina · Oleg Voiko · Ucrânia     | Oksana Domnina · Maxim Bolotin · Rússia          | Amandine Borsi · Fabrice Blondel · França      |

### Grand Prix Júnior de Gdańsk
| Evento                        | Ouro                                        | Prata                                          | Bronze                                     |
| Individual masculino detalhes | Stanislav Timchenko · Rússia                | Karel Zelenka · Itália                         | Alexander Uspenski · Rússia                |
| Individual feminino detalhes  | Irina Tkatchuk · Rússia                     | Svitlana Pylypenko · Ucrânia                   | Magdalena Leska · Polônia                  |
| Duplas detalhes               | Julia Karbovskaya · Sergei Slavnov · Rússia | Tatiana Volosozhar · Petr Kharchenko · Ucrânia | Cathy Monette · Daniel Castelo · Canadá    |
| Dança no gelo detalhes        | Elena Khaliavina · Maxim Shabalin · Rússia  | Mariana Kozlova · Sergei Baranov · Ucrânia     | Christina Beier · William Beier · Alemanha |

### Grand Prix Júnior de Haia
| Evento                        | Ouro                                            | Prata                                   | Bronze                                        |
| Individual masculino detalhes | Kevin van der Perren · Bélgica                  | Jamal Othman · Suíça                    | Nicholas Young · Canadá                       |
| Individual feminino detalhes  | Cynthia Phaneuf · Canadá                        | Irina Nikolaeva · Rússia                | Liudmila Nelidina · Rússia                    |
| Duplas detalhes               | Carla Montgomery · Ryan Arnold · Canadá         | Julia Shapiro · Dmitri Khromin · Rússia | Jessica Dubé · Samuel Tetrault · Canadá       |
| Dança no gelo detalhes        | Elena Romanovskaya · Alexander Grachev · Rússia | Julia Golovina · Oleg Voiko · Ucrânia   | Miriam Steinel · Vladimir Tsvetkov · Alemanha |

### Salchow Trophy
| Evento                        | Ouro                                            | Prata                                         | Bronze                                    |
| Individual masculino detalhes | Andrei Griazev · Rússia                         | Ma Xiaodong · China                           | Ari-Pekka Nurmenkari · Finlândia          |
| Individual feminino detalhes  | Miki Ando · Japão                               | Tatiana Basova · Rússia                       | Irina Tkatchuk · Rússia                   |
| Duplas detalhes               | Zhang Dan · Zhang Hao · China                   | Ding Yang · Ren Zhongfei · China              | Maria Mukhortova · Pavel Lebedev · Rússia |
| Dança no gelo detalhes        | Elena Romanovskaya · Alexander Grachev · Rússia | Anna Zadorozhniuk · Sergei Verbillo · Ucrânia | Myriam Trividic · Yann Abback · França    |

### Trofeo Rita Trapanese
| Evento                        | Ouro                                       | Prata                                       | Bronze                                  |
| Individual masculino detalhes | Stanislav Timchenko · Rússia               | Alexander Shubin · Rússia                   | Ma Xiaodong · China                     |
| Individual feminino detalhes  | Ludmila Nelidina · Rússia                  | Kimena Brog-Meier · Suíça                   | Joannie Rochette · Canadá               |
| Duplas detalhes               | Zhang Dan · Zhang Hao · China              | Julia Karbovskaya · Sergei Slavnov · Rússia | Ding Yang · Ren Zhongfei · China        |
| Dança no gelo detalhes        | Elena Khaliavina · Maxim Shabalin · Rússia | Nóra Hoffmann · Attila Elek · Hungria       | Alessia Aureli · Andrea Vaturi · Itália |

### SBC Cup
| Evento                        | Ouro                                          | Prata                                       | Bronze                                       |
| Individual masculino detalhes | Daisuke Takahashi · Japão                     | Ari-Pekka Nurmenkari · Finlândia            | Shawn Sawyer · Canadá                        |
| Individual feminino detalhes  | Akiko Suzuki · Japão                          | Yukari Nakano · Japão                       | Fang Dan · China                             |
| Duplas detalhes               | Carla Montgomery · Ryan Arnold · Canadá       | Jessica Dubé · Samuel Tetrault · Canadá     | nenhum outro competidor}}                    |
| Dança no gelo detalhes        | Miriam Steinel · Vladimir Tsvetkov · Alemanha | Nathalie Péchalat · Fabian Bourzat · França | Daria Borisova · Alexandr Chepurnov · Rússia |

### Final do Grand Prix Júnior
| Evento                        | Ouro                                       | Prata                                           | Bronze                                        |
| Individual masculino detalhes | Stanislav Timchenko · Rússia               | Ma Xiaodong · China                             | Kevin van der Perren · Bélgica                |
| Individual feminino detalhes  | Miki Ando · Japão                          | Ludmila Nelidina · Rússia                       | Akiko Suzuki · Japão                          |
| Duplas detalhes               | Zhang Dan · Zhang Hao · China              | Julia Karbovskaya · Sergei Slavnov · Rússia     | Ding Yang · Ren Zhongfei · China              |
| Dança no gelo detalhes        | Elena Khalyavina · Maxim Shabalin · Rússia | Elena Romanovskaya · Alexander Grachev · Rússia | Miriam Steinel · Vladimir Tsvetkov · Alemanha |

## Classificação para a Final do Grand Prix Júnior
Cada patinador pontua dependendo da posição obtida, somando as duas melhores pontuações. Os oito melhores se classificam para disputa da final. A pontuação por eventos é a seguinte:
| Pos. | Pontos (Individuais/Dança) | Pontos (Duplas) |
| ---- | -------------------------- | --------------- |
| 1º   | 15                         | 15              |
| 2º   | 13                         | 13              |
| 3º   | 11                         | 11              |
| 4º   | 9                          | 9               |
| 5º   | 7                          | 7               |
| 6º   | 5                          | 5               |
| 7º   | 4                          | 4               |
| 8º   | 3                          | 3               |
| 9º   | 2                          | –               |
| 10º  | 1                          | –               |

### Classificados
|             | Masculino                | Feminino              | Duplas                                      | Dança no gelo                              |
| ----------- | ------------------------ | --------------------- | ------------------------------------------- | ------------------------------------------ |
| 1           | RUS Stanislav Timchenko  | JPN Miki Ando         | CHN Zhang Dan / Zhang Hao                   | RUS Elena Romanovskaya / Alexander Grachev |
| 2           | RUS Andrei Griazev       | RUS Irina Tkatchuk    | CAN Clara Montgomery / Ryan Arnold          | RUS Elena Khaliavina / Maxim Shabalin      |
| 3           | JPN Daisuke Takahashi    | JPN Akiko Suzuki      | RUS Julia Karbovskaya / Sergei Slavnov      | UKR Julia Golovina / Oleg Voiko            |
| 4           | BEL Kevin van der Perren | RUS Ludmila Nelidina  | RUS Julia Shapiro / Dmitri Khromin          | RUS Oksana Domnina / Maxim Bolotine        |
| 5           | CAN Shawn Sawyer         | RUS Tatiana Basova    | RUS Maria Mukhortova / Pavel Lebedev        | GER Miriam Steinel / Vladimir Tsvetkov     |
| 6           | CHN Ma Xiaodong          | JPN Yukina Ota        | CAN Jessica Dubé / Samuel Tetrault          | UKR Marina Kozlova / Sergei Baranov        |
| 7           | FIN Ari-Pekka Nurmenkari | JPN Yukari Nakano     | CHN Ding Yang / Ren Zongfei                 | HUN Nóra Hoffmann / Attila Elek            |
| 8           | SUI Jamal Othman         | CAN Cynthia Phaneuf   | UKR Tatiana Volosozhar / Petro Kharchenko   | FRA Nathalie Péchalat / Fabian Bourzat     |
| Substitutos |                          |                       |                                             |                                            |
| 1º          | FRA Damien Djordievic    | RUS Irina Nikolaeva   | RUS Anastasia Kuzmina / Stanislav Evdokimov | UKR Anna Zadorozhniuk / Sergei Verbilo     |
| 2º          | ITA Karel Zelenka        | SUI Kimena Brog-Meier | CAN Cathy Monette / Daniel Castello         | GER Christina Beier / William Beier        |
| 3º          | RUS Alexander Shubin     | CAN Joannie Rochette  | CZE Veronika Havlíčková / Karel Štefl       | FRA Amandine Borsi / Fabrice Blondel       |